# 俄罗斯方块64
《俄罗斯方块64》是1998年益智游戏，由Amtex开发，Seta在日本发行，对应任天堂64平台。

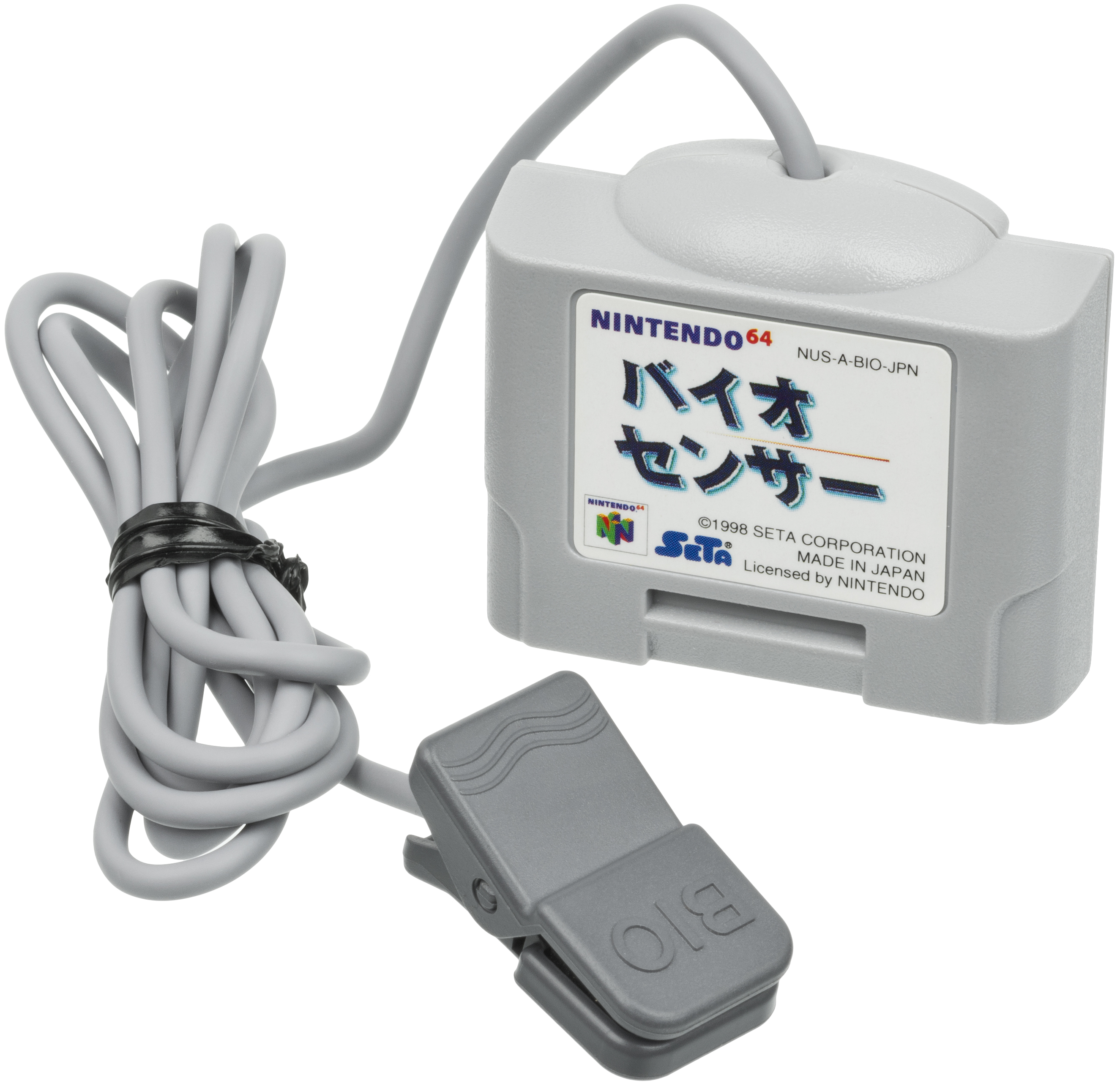
任天堂64生命传感器外设，玩家将外设末端的夹子夹在耳朵上可测量心率

游戏搭配任天堂64生命传感器外设。玩家将外设末端的夹子夹在耳朵上可测量心率。该游戏是此外设事实上唯一支持的游戏。
日本杂志《Fami通》为游戏打出27/40分。美国网站IGN为游戏打出8.4/10分。